# Швейцария на летних Олимпийских играх 1992
Швейцария принимала участие в Летних Олимпийских играх 1992 года в Барселоне (Испания) в двадцать второй раз, и завоевала одну золотую медаль. Сборная страны состояла из 102 спортсменов (73 мужчины, 29 женщин).

## Медалисты
| Медаль | Спортсмен  | Вид спорта | Дисциплина                |
| ------ | ---------- | ---------- | ------------------------- |
| Золото | Марк Россе | Теннис     | Мужчины, одиночный разряд |

## Результаты соревнований

### Академическая гребля
В следующий раунд из каждого заезда проходили несколько лучших экипажей (в зависимости от дисциплины). В финал A выходили 6 сильнейших экипажей, остальные разыгрывали места в утешительных финалах B-D.
Мужчины
| Соревнование | Спортсмены                       | Предварительный заезд | Предварительный заезд | Предварительный заезд | Отборочный заезд | Отборочный заезд | Отборочный заезд | Полуфинал     | Полуфинал     | Полуфинал     | Финал   | Финал   | Итоговое место |
| Соревнование | Спортсмены                       | Заезд                 | Время                 | Место                 | Заезд            | Время            | Место            | Заезд         | Время         | Место         | Время   | Место   | Итоговое место |
| ------------ | -------------------------------- | --------------------- | --------------------- | --------------------- | ---------------- | ---------------- | ---------------- | ------------- | ------------- | ------------- | ------- | ------- | -------------- |
| одиночки     | Ксено Мюллер                     | 2                     | 7:06,20               | 3                     | 2                | 7:04,73          | 2 Q              | Полуфинал A/B | Полуфинал A/B | Полуфинал A/B | Финал B | Финал B | 12             |
| одиночки     | Ксено Мюллер                     | 2                     | 7:06,20               | 3                     | 2                | 7:04,73          | 2 Q              | 2             | 6:57,64       | 4             | DNS     | DNS     | 12             |
| двойки       | Кристоф Кюффер Томас Штудхальтер | 3                     | 6:44,82               | 3                     | 1                | 6:47,61          | 2 Q              | 1             | 6:47,03       | 6 QB          | Финал B | Финал B | 11             |
| двойки       | Кристоф Кюффер Томас Штудхальтер | 3                     | 6:44,82               | 3                     | 1                | 6:47,61          | 2 Q              | 1             | 6:47,03       | 6 QB          | 6:39,64 | 5       | 11             |